# 32 County Sovereignty Movement
Le 32 County Sovereignty Movement (irlandais : Gluaiseacht Ceannasachta na Dhá Chontae is Tríocha, 32CSM, 32csm, français : Mouvement pour la souveraineté des 32 Comtés), est un parti politique nationaliste d'Irlande du Nord, fondé le 7 décembre 1997 à Dublin par une scission du Sinn Féin. Déjà au sein du Sinn Fein, préexistait un courant, le 32 County Sovereignty Committee, dont de nombreux membres rejoindront le 32CSM. La sœur de Bobby Sands, Bernadette Sands McKevitt, participa à la fondation du parti.
Placé sur la liste officielle des organisations terroristes des États-Unis, le 32CSM, malgré les dénégations de ses dirigeants, est considéré comme la branche politique de la Real Irish Republican Army.